# Molde
Molde je grad i središte istoimene općine i okruga Møre og Romsdal u Norveškoj. 

## Zemljopis
Grad se nalazi u zapadnoj Norveškoj u regiji Vestlandet (Zapadna Norveška) na poluotoku Romsdalshalvøya. Dugačak je 10 km a širok 1 – 2 km pruža se uz fjord Moldefjord i njegov rukavac Romsdalsfjord. 

## Stanovništvo
Prema podacima o broju stanovnika iz 2007. godine u općini živi 46.049 stanovnika.

## Šport
- Molde FK, nogometni klub

## Gradovi prijatelji
- Slovačka – Bardejov
- Danska – Vejle
- Švedska – Borås
- Finska – Mikkeli
- Češka – Česká Lípa
- Litva – Kelmė

## Vanjske poveznice
- Službene stranice općine  Arhivirana inačica izvorne stranice od 23. rujna 2005. (Wayback Machine)

### Ostali projekti
|  | Zajednički poslužitelj ima još gradiva o temi Molde |